# 徹奇冰川
71°51′S 167°34′E / 71.850°S 167.567°E
徹奇冰川（英語：Church Glacier）是南極洲的冰川，位於維多利亞地的彭內爾海岸，全長19公里，流經徹奇嶺西面，最終在影子海崖西北面注入利安得冰川，美國地質調查局根據測量和該國海軍的空中照片繪入地圖。